# Czechy, Tỉnh West Pomeranian
Czechy [ˈt͡ʂɛxɨ] (tiếng Đức: Zechendorf) là một ngôi làng thuộc khu hành chính của Gmina Grzmiąca, thuộc hạt Szczecinek, West Pomeranian Voivodeship, ở phía tây bắc Ba Lan. Nó nằm khoảng 9 kilômét (6 mi)  phía đông bắc Grzmiąca, 23 km (14 mi) về phía tây bắc của Szczecinek, và 137 km (85 mi) về phía đông của thủ đô khu vực Szczecin.